# Charles Oliveira
Charles Oliveira da Silva, mais conhecido como Charles do Bronxs (Guarujá, 17 de outubro de 1989), é um lutador brasiliero de artes marciais mistas (MMA) e faixa preta de 4º grau de jiu-jitsu brasileiro. Oliveira atualmente compete na divisão dos leves do Ultimate Fighting Championship (UFC), onde é ex-campeão peso-leve da organização. Em 29 de julho de 2025, ocupava a 4ª posição no ranking dos leves do UFC.
Em 16 de maio de 2021, nocauteou o americano Michael Chandler tornando-se campeão peso-leve do UFC, o segundo brasileiro a conquistar o cinturão nessa categoria e o 18° no UFC.
Oliveira começou a treinar jiu-jitsu ainda jovem, conquistando vários títulos antes de fazer a transição para o MMA em 2007. Ele detém diversos recordes no UFC, incluindo o maior número de vitórias por finalização na história da organização, com 16, o maior número de finalizações no total, com 20, e também o maior número de bônus recebidos, com 20.

## Biografia
Charles Oliveira nasceu em uma família pobre no distrito de Vicente de Carvalho, no município de Guarujá, São Paulo, Brasil. Charles começou a jogar futebol com o sonho de se tornar um jogador profissional, mas aos sete anos começou a se sentir mal, tinha dores regulares no corpo e problemas para andar e em alguns casos não conseguia mexer as pernas. Foi diagnosticado com febre reumática e sopro no coração, que afetou gravemente seu tornozelo, o médico disse à sua família que ele poderia ficar paraplégico. Apesar de todos os desafios, Oliveira foi apresentado ao jiu-jitsu por um vizinho chamado "Paulo", enquanto sua família tinha renda muito baixa, o treinador da academia de Jiu-Jitsu, Roger Coelho, oferecia aulas gratuitas em um programa social. Sua família ajudou a financiar seu treinamento vendendo lanches de rua e papelão descartado. "Paulo", o homem que apresentou Charles ao jiu-jitsu, morreria mais tarde no meio do fogo cruzado de um tiroteio no Vicente de Carvalho, quando Charles tinha 14 anos.
Charles Oliveira começou a treinar jiu-jitsu brasileiro aos 12 anos, ganhando seu primeiro título importante na faixa-branca em 2003. Ele é um faixa preta de jiu-jitsu brasileiro sob Ericson Cardoso e Jorge "Macaco" Patino, ganhando a faixa em 2010.
Segundo ele, seu apelido de "Charles do Bronx" vem de: “Bronx é porque é favela, né? Periferia, de onde eu venho. Bronx surgiu praticamente quando eu fui lutar um torneio [amador]. Cheguei lá e só tinha cara monstro, experiente, e eu magrelo. E eles falavam para eu colocar um apelido, era só Charles Oliveira. Quando a gente ia lutar uns campeonatos de jiu-jítsu, sempre falavam 'olha os caras do Bronx aí, olha o pupilo do Jorge Patino Macaco da favela’. Aí coloquei Bronx”.

## Carreira no jiu-jitsu brasileiro
Em 2004, Oliveira venceu o Campeonato de São Paulo pela segunda vez, conquistou a Copa Nação Jiu-Jitsu em 2005 e, em 2006, ganhou um total de 16 medalhas. Em 2007, ainda faixa azul, tornou-se bicampeão mundial da CBJJE, conquistando a medalha de prata no ano seguinte como faixa roxa, além de ser campeão sul-americano da CBJJE em 2008. Oliveira recebeu todas as suas graduações até a faixa marrom diretamente de Coelho.
Em 2007, Oliveira decidiu abandonar sua carreira focada exclusivamente no jiu-jitsu para dedicar-se integralmente às artes marciais mistas (MMA), buscando ampliar suas oportunidades como lutador profissional e desenvolver um estilo de luta mais completo.
Em janeiro de 2020, Oliveira participou de uma luta de grappling no evento de MMA SFT 20 contra Lucas Barros, do Demian Maia Jiu-Jitsu. A luta foi disputada com quimono (gi) em uma gaiola, sob regras da IBJJF, e Oliveira venceu por decisão.

## Carreira no MMA

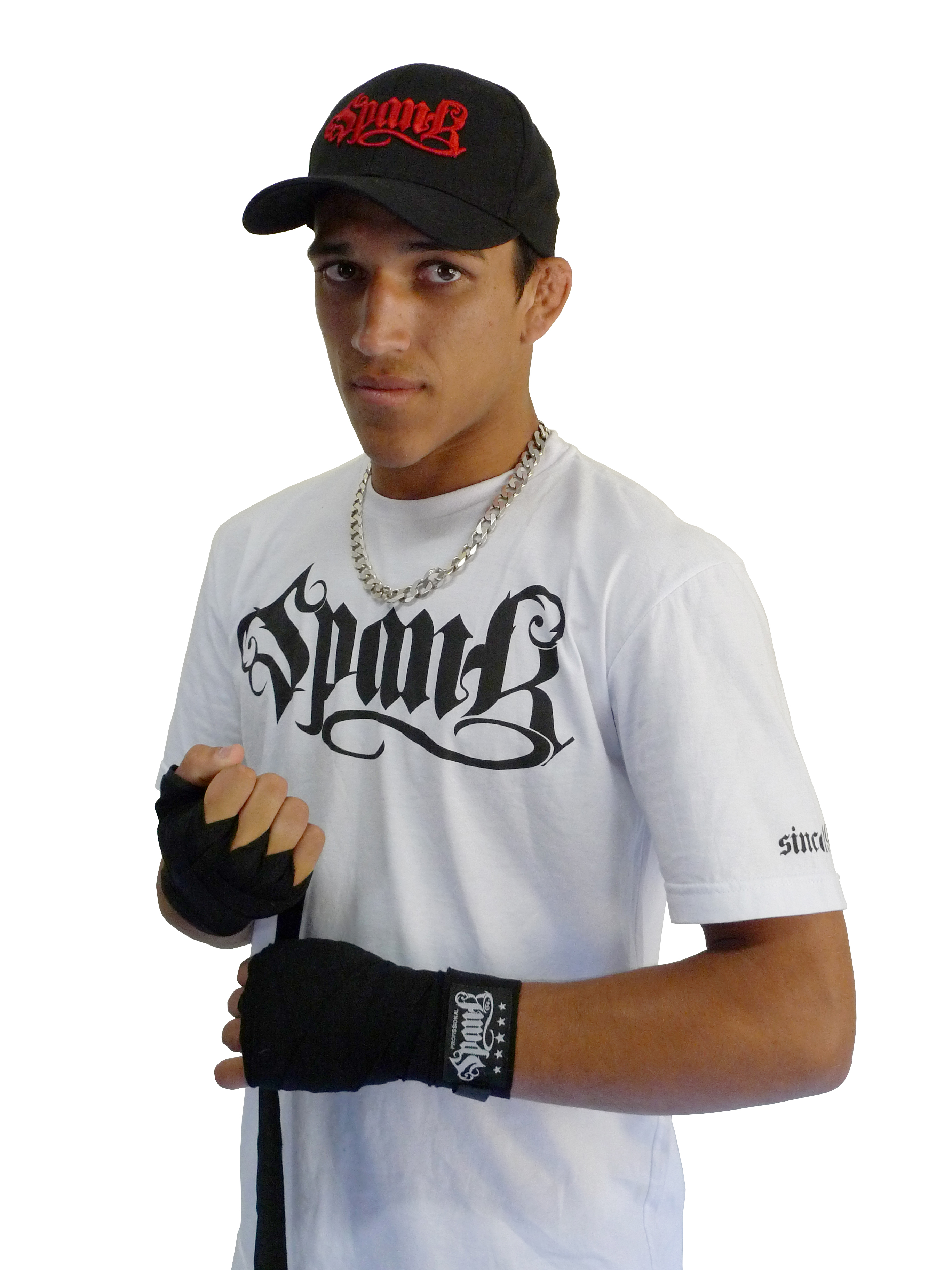
Charles Oliveira em 2010

### Começo da carreira
Revelado como uma promessa ainda jovem no jiu-jitsu, Oliveira rapidamente começou a se destacar com títulos estaduais, incluindo o campeonato paulista da modalidade. O desempenho o levou, ao lado do irmão, a treinar com Jorge Patino Macaco, um veterano do MMA brasileiro, onde teve seu primeiro contato com o mundo das artes marciais mistas.
Oliveira fez sua estreia no MMA amador no Circuito Nacional de Vale-Tudo Amador, enfrentando Rui Machado. Ele venceu a luta rapidamente, aplicando uma chave de braço em apenas 15 segundos do primeiro round.
Mesmo enfrentando resistência da família, especialmente da mãe, que não gostava de vê-lo lutando MMA, Oliveira seguiu no esporte. Em março de 2008, iniciou sua carreira no MMA profissional ao ser chamado de última hora para disputar o GP da categoria meio-médio no Predador FC 9, um torneio eliminatório realizado em uma única noite, semelhante aos "Grand Prix" do Pride FC, em que os competidores precisavam vencer três lutas na mesma noite para serem coroados campeões. No primeiro combate, Oliveira derrotou Jackson Pontes por finalização (mata-leão), avançando para a semifinal. Em seguida, enfrentou Viscardi Andrade e venceu por nocaute técnico (socos) no segundo round. Na final, derrotou Diego Braga, também por nocaute técnico ainda no primeiro round, sagrando-se campeão do torneio. O prêmio em dinheiro foi usado para ajudar sua família e comprar seu primeiro videogame.
Oliveira estreou na categoria peso-leve ao derrotar o futuro lutador do UFC Medhi Bagda em Dezembro de 2008, Em seguida Oliveira entrou para outro torneio, onde ele derrotou Daniel Fernandes e Eliene Silva por Nocaute Técnico e Nocaute respectivamente.
Em março de 2009, Charles Oliveira fez sua estreia no principal evento nacional de MMA, o Jungle Fight. No card da 12ª edição da organização, realizada no Rio de Janeiro, enfrentou Carlos Soares e venceu por finalização com um triângulo invertido com chave de braço ainda no primeiro round.
Em abril de 2009, Oliveira competiu pela primeira vez fora do Brasil, no evento Ring of Combat 24, realizado nos Estados Unidos. Na ocasião, enfrentou Dom Stanco e venceu por finalização com um mata-leão aos 3 minutos do primeiro round, conquistando o cinturão peso-leve da organização. O sucesso no exterior representou um marco importante na carreira do lutador, que contou com o apoio de vizinhos e amigos para custear a viagem e demais despesas, demonstrando o reconhecimento de seu talento ainda nas etapas iniciais da carreira.
Na sequência, Oliveira lutou duas vezes no mesmo mês: primeiro finalizou o veterano do Bellator, Alexandre Bezerra, com um estrangulamento anaconda, em seguida, venceu Eduardo Pachu por decisão dividida.
Oliveira mais uma vez competiu duas vezes na mesma noite, em Fevereiro de 2010, derrotando Rosenildo Rocha por finalização (mata-leão) no primeiro round e Diego Bataglia por nocaute (bate-estaca).

### Ultimate Fighting Championship

#### 2010
Em janeiro de 2010, Charles foi nomeado como o terceiro melhor brasileiro para assistir em 2010, de acordo com o Sherdog.
Charles entrou para o UFC e fez sua estreia contra Darren Elkins. Essa luta foi originalmente marcada para o The Ultimate Fighter: Team Liddell vs. Team Ortiz Finale, mas foi remarcada para o UFC Live: Jones vs. Matyushenko devido à problemas com o visto. Oliveira derrotou Elkins por finalização (chave de braço) aos 41 segundos do primeiro round. Oliveira foi derrubado por Elkins, mas rapidamente tentou um triângulo, antes de fazer a transição para a chave de braço, forçando-o à bater. A finalização lhe rendeu o prêmio de Finalização da Noite.
Em seguida, Charles enfrentou o campeão peso leve do The Ultimate Fighter: Team Nogueira vs. Team Mir, Efrain Escudero no UFC Fight Night: Marquardt vs. Palhares substituindo o lesionado Matt Wiman. A luta, foi no coevento principal e se tornou Peso Casado após Escudero pesou 159lb. Oliveira derrotou Escudero no terceiro round por finalização via mata-leão. Oliveira foi novamente premiado com o prêmio de Finalização da Noite, pela segunda vez no UFC.
Em 11 de dezembro de 2010,  no UFC 124: St-Pierre vs. Koscheck 2, Oliveira foi escalado para enfrentar Jim Miller na terceira luta mais importante da noite. Nessa luta, Oliveira foi finalizado rapidamente com uma chave de joelho no primeiro round, sofrendo sua primeira derrota profissional.

#### 2011
Oliveira enfrentou Nik Lentz em 26 de junho de 2011, no UFC Live: Kongo vs. Barry. A luta foi encerrada no segundo round após Oliveira acertar uma joelhada ilegal em Lentz, que passou despercebida pelo árbitro, e em seguida aplicar um mata-leão, finalizando o oponente atordoado. Oliveira foi anunciado como vencedor da luta. Dias depois, ao revisar o incidente, a Comissão Atlética do Estado da Pensilvânia decidiu anular o resultado e declarou a luta como sem resultado. A intensa troca de golpes durante o combate rendeu a ambos os lutadores o bônus de Luta da Noite.
Oliveira era inicialmente esperado para enfrentar Joe Lauzon em 19 de novembro de 2011, no UFC 138. No entanto, acabou substituindo o lesionado Paul Taylor e enfrentou Donald Cerrone em 14 de agosto de 2011, UFC Live: Hardy vs. Lytle. Oliveira foi derrotado por nocaute técnico (socos) no primeiro round. Após acumular uma sequência de três lutas sem vitória, sendo duas derrotas e um no contest , seu treinador afirmou que ele planejava descer para a divisão dos pesos-pena.

#### 2012
Oliveira era inicialmente esperado para enfrentar Robert Peralta em 20 de janeiro de 2012, no UFC on FX: Guillard vs. Miller, mas acabou enfrentando o estreante Eric Wisely em uma luta no peso-pena em 28 de janeiro de 2012, no UFC on Fox: Evans vs. Davis. Oliveira venceu por finalização com uma chave de panturrilha ainda no primeiro round, sendo a primeira vez que essa técnica foi utilizada para finalizar um adversário na história do UFC. A performance lhe rendeu mais um bônus de Finalização da Noite.
Oliveira enfrentou Jonathan Brookins em 1º de junho de 2012, no The Ultimate Fighter 15 Finale. Utilizando sua velocidade para superar Brookins na trocação, Oliveira venceu a luta por finalização com um estrangulamento anaconda no segundo round.
Oliveira enfrentou Cub Swanson em 22 de setembro de 2012, no UFC 152. Logo no início do primeiro round, Swanson acertou golpes no corpo de Oliveira, que demonstrou sentir o impacto. Em seguida, Swanson conectou um cruzado de direita, levando Oliveira à lona e resultando em um nocaute. Mais tarde, Oliveira revelou que sofreu uma lesão no joelho direito minutos antes do combate, o que comprometeu sua mobilidade e desempenho na luta.

#### 2013
Oliveira enfrentou o ex-campeão peso-leve Frankie Edgar em 6 de julho de 2013, no UFC 162. A luta foi bastante equilibrada, com Oliveira chegando perto de finalizar o americano com uma guilhotina no final do segundo round, sendo salvo pelo gongo. Apesar do bom desempenho do brasileiro, Edgar venceu por decisão unânime. Ambos os lutadores receberam o bônus de Luta da Noite pela performance apresentada.
Oliveira era esperado para enfrentar Estevan Payan em 19 de outubro de 2013, no UFC 166. No entanto, Payan foi retirado do combate devido a uma fratura no pé e substituído por Jeremy Larsen. Posteriormente, em 5 de outubro, Oliveira também precisou se retirar da luta alegando uma distensão muscular na coxa.

#### 2014
Oliveira enfrentou Andy Ogle em 15 de fevereiro de 2014, no UFC Fight Night: Machida vs. Mousasi. Ele venceu a luta por finalização com um triângulo no terceiro round. A vitória também lhe rendeu um dos primeiros prêmios de Performance da Noite do UFC.
Oliveira enfrentou Hatsu Hioki em 28 de junho de 2014, no UFC Fight Night: Te Huna vs. Marquardt. Ele venceu a luta por finalização, tornando-se o primeiro lutador a finalizar Hioki em sua carreira. A performance lhe rendeu mais um bônus de Performance da Noite.
Oliveira era esperado para enfrentar Nik Lentz em uma revanche no dia 5 de setembro de 2014, no UFC Fight Night: Jacaré vs. Mousasi. Na pesagem do evento, ele excedeu o limite de peso da categoria dos penas (146 libras), registrando 150 libras. Inicialmente, foi decidido que ele entregaria 20% da sua bolsa para o adversário, e a luta aconteceria em peso casado. No entanto, Oliveira acabou sendo retirado do evento no próprio dia da luta após passar mal em decorrência do corte de peso.
Oliveira enfrentou Jeremy Stephens em 12 de dezembro de 2014, no evento The Ultimate Fighter 20 Finale. Em uma performance dominante, ele venceu a luta por decisão unânime.

#### 2015
Oliveira finalmente enfrentou Nik Lentz em uma revanche no dia 30 de maio de 2015, no UFC Fight Night: Condit vs. Alves, realizado em Goiânia, sendo a segunda luta mais importante da noite. Após dois rounds bastante equilibrados, Oliveira venceu a luta com uma finalização por guilhotina no terceiro round. A vitória lhe rendeu seu terceiro bônus de Performance da Noite e seu terceiro prêmio de Luta da Noite.
Cinco anos após sua estreia no UFC, Oliveira realizou sua primeira luta principal na organização em 23 de agosto de 2015, no UFC Fight Night: Holloway vs. Oliveira, enfrentando o promissor Max Holloway, então considerado um dos principais talentos em ascensão da divisão dos penas e que futuramente se tornaria campeão da categoria. Oliveira foi derrotado por nocaute técnico ainda no primeiro round, após sofrer uma aparente lesão no pescoço ou ombro ao tentar uma queda, o que o impossibilitou de continuar. A lesão foi posteriormente diagnosticada como um micro-rasgo no esôfago. No entanto, ele recebeu alta médica no dia seguinte, após exames descartarem danos mais graves no tórax, pescoço ou garganta. Dias depois, confirmou que se tratava de uma lesão cervical leve, relacionada a um problema pré-existente durante sua preparação, que não exigiu intervenção cirúrgica.
Oliveira enfrentou Myles Jury em 19 de dezembro de 2015, no UFC on Fox: dos Anjos vs. Cowboy 2. Na véspera do combate, ele não bateu o limite da categoria peso-pena, sendo essa a terceira vez que falhou no processo de corte de peso desde que chegou ao UFC, e a luta foi realizada em peso casado. Apesar disso, Oliveira venceu por finalização no primeiro round.

#### 2016
Oliveira enfrentou o ex-campeão peso-leve do UFC, Anthony Pettis, em 27 de agosto de 2016, no UFC on Fox: Maia vs. Condit. Após uma batalha intensa e equilibrada, Pettis venceu por finalização com uma guilhotina no terceiro round.
Em 2016, Charles Oliveira mudou seu local de treino para São Paulo, integrando a equipe da Chute Boxe Diego Lima, buscando aprimorar sua trocação. Sua antiga equipe, o Macaco Gold Team, liderada por Jorge Patino, focava principalmente no jiu-jitsu, com trocação complementar. Apesar da confiança no chão, Charles quis evoluir sua luta em pé e passou a ser treinado também no agressivo estilo de Muay Thai da Chute Boxe, com Diego Lima se tornando um coach fundamental em sua carreira, enquanto Patino manteve o papel de treinador de jiu-jitsu.
Oliveira enfrentou o ex-desafiante ao título dos penas do UFC Ricardo Lamas em 5 de novembro de 2016, com apenas 25 dias de antecedência no The Ultimate Fighter: América Latina 3. A luta aconteceu em peso casado de 155 libras, já que Oliveira ultrapassou o limite da categoria por quase 5 kg. Lamas venceu por finalização no segundo round.

#### 2017
Oliveira fez sua volta ao peso-leve no dia 8 de abril de 2017, enfrentando o ex-campeão do Bellator Will Brooks no UFC 210. Ele venceu a luta de forma dominante, finalizando com um mata-leão ainda no primeiro round. A atuação convincente lhe garantiu o bônus de Performance da Noite.
Oliveira enfrentou Paul Felder em 2 de dezembro de 2017, no UFC 218. Ele entrou no card com cerca de um mês de antecedência, substituindo Al Iaquinta. Após um primeiro round competitivo, Oliveira acabou derrotado por nocaute técnico no segundo round, após Felder aplicar uma sequência de cotoveladas enquanto estava dentro da guarda do brasileiro.

#### 2018
Oliveira enfrentou Clay Guida no UFC 225, substituindo o lesionado Bobby Green. Ele venceu a luta por finalização com guilhotina no primeiro round. A vitória rendeu a Oliveira seu quinto bônus de Performance da Noite.
Oliveira enfrentou o veterano em retorno Christos Giagos em 22 de setembro de 2018, no UFC Fight Night: Santos vs. Anders em São Paulo. Ele venceu a luta por finalização no segundo round. Com essa vitória, Oliveira ultrapassou Royce Gracie, tornando-se o lutador com mais finalizações (11) na história do UFC. Essa vitória lhe rendeu o prêmio de Performance da Noite.
Oliveira enfrentou Jim Miller em uma revanche no dia 15 de dezembro de 2018, no UFC on Fox: Lee vs. Iaquinta 2. Ele venceu a luta por finalização com um mata-leão ainda no início do primeiro round. A vitória lhe rendeu seu sétimo prêmio de Performance da Noite (estabelecendo um novo recorde) e ampliou o recorde de finalizações para doze.

#### 2019
Oliveira enfrentou David Teymur em 2 de fevereiro de 2019, no UFC Fight Night: Assunção vs. Moraes 2 em Fortaleza. Ele venceu a luta no segundo round após acertar uma cotovelada ascendente seguida de golpes, antes de aplicar um estrangulamento anaconda. Com a vitória, Oliveira ampliou o recorde de finalizações no UFC para treze. A performance também lhe garantiu mais um prêmio de Performance da Noite.
Como primeira luta de seu novo contrato de cinco lutas, Oliveira enfrentou Nik Lentz em uma trilogia no dia 18 de maio de 2019, no UFC Fight Night: dos Anjos vs. Lee. Ele venceu o combate por nocaute técnico no segundo round.
Substituindo Leonardo Santos, Oliveira enfrentou Jared Gordon em 16 de novembro de 2019, no UFC Fight Night: Błachowicz vs. Jacaré em São Paulo. Ele venceu a luta por nocaute ainda no primeiro round. A performance lhe rendeu mais um bônus de Performance da Noite.

#### 2020
Oliveira protagonizou mais uma vez um evento do UFC, enfrentando o ex-desafiante ao cinturão interino Kevin Lee em 14 de março de 2020, na luta principal do UFC Fight Night: Lee vs. Oliveira em Brasília. Na pesagem, Lee excedeu o limite da categoria dos leves em lutas sem título, marcando 2,5 libras acima do permitido. Com isso, foi multado em 20% da bolsa, e a luta aconteceu em peso casado. Oliveira venceu por finalização com uma guilhotina no terceiro round, conquistando mais um prêmio de Performance da Noite. Com a vitória, ampliou seu recorde de finalizações no UFC para 14, empatou com Donald Cerrone como lutador com mais vitórias por interrupção na história da organização, chegou a sete lutas seguidas vencidas por interrupção e assumiu a segunda colocação no ranking de maiores bonificações recebidas, com 16.
Oliveira estava programado para enfrentar Beneil Dariush em 4 de outubro de 2020, no UFC on ESPN: Holm vs. Aldana. No entanto, ele se retirou do combate no início de setembro por motivos não divulgados.
Oliveira enfrentou o ex-campeão interino dos leves Tony Ferguson em 12 de dezembro de 2020, no UFC 256, na luta co-principal do evento. Após quase finalizar Ferguson com uma chave de braço no primeiro round, em uma posição tão ajustada que por pouco não resultou na quebra do braço do adversário, que se recusou a desistir mesmo sob extrema dor, Oliveira venceu por decisão unânime. Foi sua primeira vitória por decisão desde o combate contra Jeremy Stephens, em 2014.

### 2021

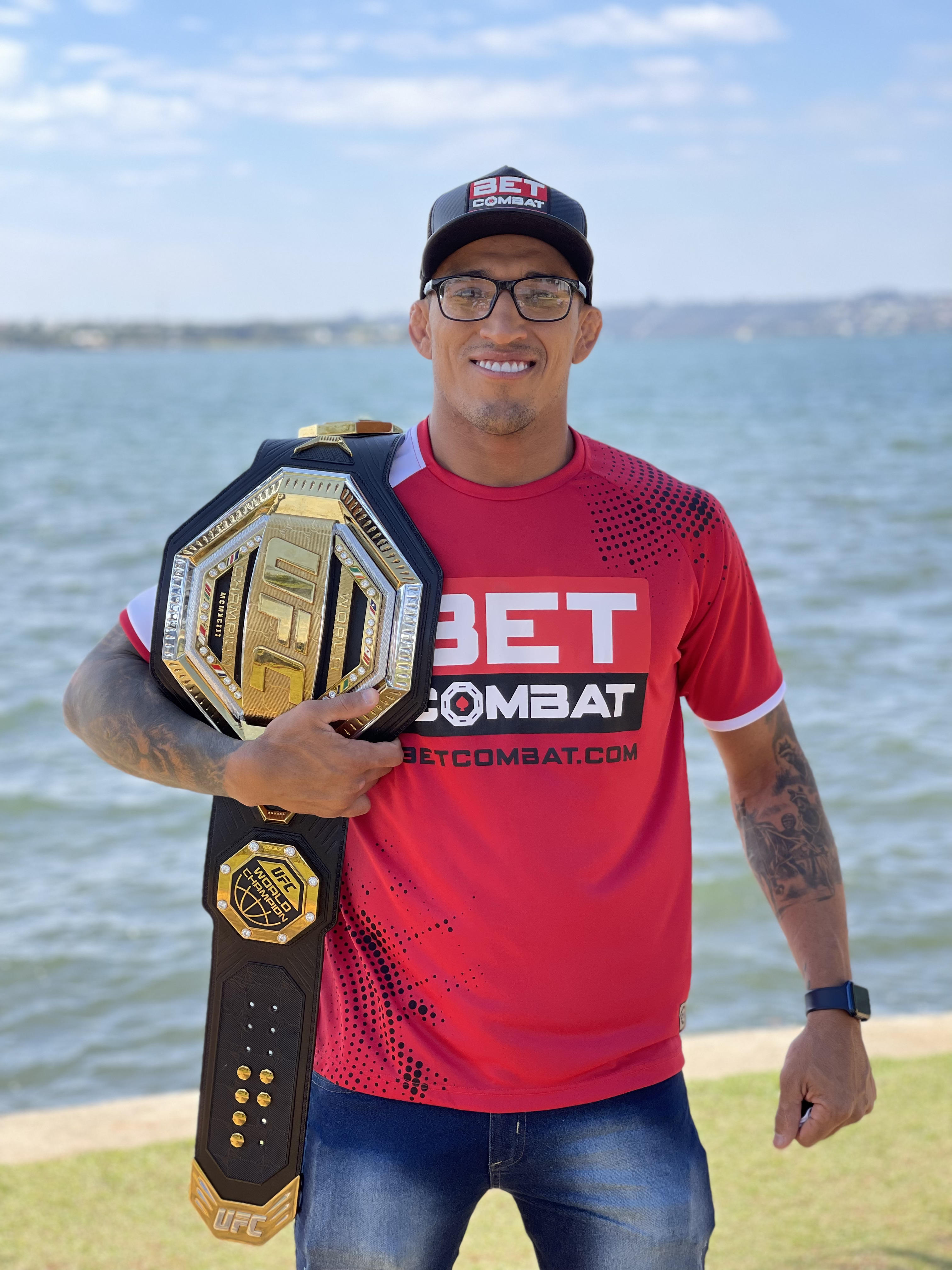
Charles em 2021, com o cinturão do pesos leves do UFC.

Oliveira enfrentou o ex-campeão peso-leve do Bellator por três vezes, Michael Chandler, pelo cinturão vago do UFC, após a aposentadoria do então campeão Khabib Nurmagomedov. A luta foi a principal do UFC 262, realizado em 15 de maio de 2021. Apesar de ter sido derrubado por Chandler no primeiro round, Oliveira venceu por nocaute técnico no início do segundo round, conquistando o título. Com esse resultado, quebrou mais um recorde, tornando-se o lutador com mais vitórias por interrupção na história do UFC. A performance ainda lhe rendeu mais um bônus de Performance da Noite.
Oliveira fez sua primeira defesa de título contra o ex-campeão interino dos leves do UFC, Dustin Poirier, em 11 de dezembro de 2021, no UFC 269. Após ser derrubado no primeiro round, Oliveira venceu a luta ao submeter Poirier com um mata-leão em pé no primeiro minuto do terceiro round. A vitória também rendeu a Oliveira seu décimo segundo prêmio de Performance da Noite, estabelecendo um novo recorde na empresa. Após a luta, Dustin Poirier anunciou a doação de 20 mil dólares para o projeto social de Charles Do Bronx, reconhecendo o trabalho do brasileiro em sua comunidade.

### Perda do cinturão na balança

#### 2022
Oliveira estava programado para fazer sua segunda defesa de cinturão contra outro ex-campeão interino dos leves do UFC, Justin Gaethje, em 7 de maio, no UFC 274. Inicialmente, o evento estava planejado para acontecer no Rio de Janeiro, mas acabou sendo transferido para Phoenix, no Arizona, estado natal de seu desafiante. Na pesagem, Oliveira marcou meio quilo acima do limite para lutas pelo título na categoria. Como consequência, no início da luta, Oliveira foi oficialmente destituído do cinturão, e apenas Gaethje poderia conquistar o título. Essa foi a primeira vez na história do UFC que um título foi vacante devido ao excesso de peso. Após ser derrubado, Oliveira derrubou Gaethje com um golpe de direita e reagiu para vencer a luta por finalização com um mata-leão no primeiro round, sendo declarado o principal candidato ao título peso leve do UFC. A vitória também rendeu a ele o terceiro lugar no prêmio "Fan Bonus of the Night" da Crypto.com.
A decisão de retirar o cinturão de Charles Oliveira causou controvérsias, dando origem ao que ficou conhecido como “scale gate”, já que outros lutadores do card do UFC 274 também relataram problemas com a balança. Marc Ratner, vice-presidente de assuntos regulatórios do UFC, afirmou que as reclamações dos atletas se referiam à balança de treino disponibilizada na noite anterior pelo UFC, e não à balança oficial utilizada pela Comissão Atlética do Estado do Arizona durante a pesagem oficial. Segundo Ratner, alguns lutadores tentaram alterar a balança de libras para quilogramas, o que pode ter desregulado o equipamento de treino, embora não houvesse prova concreta disso. Na noite anterior, Oliveira declarou que, na pesagem de treino na quinta-feira, estava dentro do peso, mas que, no dia seguinte de manhã, apareceu 1 kg acima. Ele afirmou que chegou a tirar a cueca e o peso continuou o mesmo, sugerindo erro na balança. Diante da polêmica, o presidente do UFC, Dana White, declarou que a organização passaria a contratar seguranças para vigiar a balança de treino a partir de então. Jornalistas como Ariel Helwani e lutadores como Dustin Poirier questionaram o motivo pelo qual comissões atléticas ainda utilizam balanças mecânicas ou de pêndulo, sujeitas a erro humano, em vez de balanças digitais mais precisas. Daniel Cormier, Junior dos Santos e Glover Teixeira também criticaram a decisão de despojar um campeão por uma diferença de apenas meia libra, valor que é permitido em lutas sem título em disputa. Além de lembrar outros casos em que lutas por cinturão foram autorizadas mesmo diante de pesagens duvidosas, Helwani destacou que a Comissão Atlética não tem autoridade sobre a posse de cinturões, e que a decisão de retirar o título de Oliveira foi inteiramente tomada pelo UFC.
Oliveira enfrentou Islam Makhachev pelo cinturão vago do peso-leve do UFC no UFC 280, realizado em 22 de outubro de 2022. Durante a coletiva de imprensa, afirmou que esperava que a luta ocorresse no Brasil, mas acabou sendo marcada para Abu Dhabi, território considerado mais favorável ao seu adversário. Ele foi derrotado no segundo round por finalização com um estrangulamento em triângulo de braço.

#### 2023
Oliveira estava programado para enfrentar Beneil Dariush em 6 de maio de 2023, no UFC 288. No entanto, precisou se retirar do evento devido a uma lesão, e o combate foi cancelado e posteriormente remarcado para o UFC 289. Na ocasião, Oliveira venceu por nocaute técnico no primeiro round, ao aplicar um forte ground and pound. A vitória também lhe rendeu seu 13º prêmio de Performance da Noite.
Oliveira foi escalado para disputar o cinturão dos leves do UFC em uma revanche contra Islam Makhachev, no UFC 294, programado para 21 de outubro de 2023. No entanto, 10 dias antes do evento, Oliveira sofreu uma lesão durante os treinos e precisou ser retirado do card. Com isso, foi substituído por Alexander Volkanovski.

#### 2024
Oliveira enfrentou Arman Tsarukyan em 13 de abril de 2024, no histórico UFC 300. Apesar de ter feito duas tentativas de finalização bem ajustadas, acabou perdendo a luta por decisão dividida nesta disputa eliminatória pelo título peso leve do UFC.
Oliveira enfrentou o ex-tricampeão peso leve do Bellator e ex-desafiante ao cinturão peso leve do UFC, Michael Chandler, em uma revanche de cinco rounds no co-evento principal do UFC 309, realizado em 16 de novembro de 2024. Ele venceu a luta por decisão unânime. Esse combate rendeu a Oliveira mais um prêmio de Luta da Noite.

#### 2025
Em 26 de abril de 2025, foi anunciado que Oliveira será um dos vencedores do Prêmio Comunitário Forrest Griffin 2025 do UFC, por seu instituto "ICBronxs", que oferece educação gratuita e treinamento em jiu-jitsu para jovens da comunidade local.
Oliveira enfrentou o ex-campeão peso-pena do UFC Ilia Topuria pelo cinturão vago do peso-leve em 28 de junho de 2025, no UFC 317. Ele perdeu a disputa por nocaute no primeiro round.
Oliveira está escalado para enfrentar Rafael Fiziev na luta principal do UFC Fight Night: Oliveira vs. Fiziev, em 11 de outubro de 2025 no Rio de Janeiro, protagonizando o primeiro Fight Night em solo carioca desde o ano de 2015, que teve como evento principal o ex-desafiante do peso meio-médio Demian Maia.

## Vida pessoal

### Família e relacionamentos
Charles Oliveira nasceu e ainda vive em Guarujá, São Paulo, filho de Francisco e Ozana Oliveira. É pai de Tayla Oliveira, nascida em 2017, fruto de seu casamento anterior com Talita Roberta. Atualmente está em um relacionamento com Vitória Brum, com quem teve seu segundo filho, Dominic Oliveira Brum, em 2024.

### Fé e crenças
Oliveira é cristão e frequentemente manifesta publicamente sua fé em Deus. Em diversas ocasiões, ele entrou no octógono carregando um objeto simbólico que se tornou parte de seu ritual pré-luta: uma pedra que representa a narrativa bíblica de Davi e Golias. O amuleto foi entregue por seu pai, Francisco, que o presenteou com a pedra após uma campanha espiritual, associando-a à superação de desafios considerados impossíveis, como no episódio bíblico em que o jovem pastor derrota o gigante.

### Problemas de saúde
Oliveira além de outras doenças, era míope e usava óculos o tempo todo. Sobre ter que retirá-los para lutar, ele afirmou: "Se eu tiro os óculos, enxergo apenas 50%, mas isso nunca me atrapalhou em uma luta" e completou: "Eu vejo três [rostos]. Se eu acertar o do meio, está tudo certo." Em outubro de 2022, Oliveira declarou que sua visão estava "100% perfeita" após ter feito uma cirurgia corretiva nos olhos.

### Cavalos e natureza
Oliveira é apaixonado por cavalos, prática que explora principalmente em corridas de trote atrelado, uma modalidade de American Harness Racing. Em 2021, ele participou de eventos em São Paulo e foi destaque ao vencer uma prova disputada ao lado do renomado jóquei Tim Tetrick. O esporte é tratado como hobby e refúgio, sendo também uma maneira de cuidar da saúde mental e aliviar o estresse. Oliveira também demonstra carinho e dedicação aos animais de forma ampla, em sua casa e propriedades mantém cavalos, aves e peixes.

### Coleção de memórias e artigos de luxo
Em sua casa, Oliveira mantém um verdadeiro memorial pessoal do UFC, com pôsteres, luvas, shorts e cinturões expostos em um ambiente dedicado à sua carreira. Essas lembranças são frequentemente mostradas em vídeos de tours por sua mansão, ressaltando como ele valoriza cada conquista histórico e mantém suas raízes sempre visíveis. Além disso, Oliveira também acumula itens de luxo, como roupas de grife, segundo reportagem, ele tem uma forte paixão por peças da Gucci, adquiridas tanto nos Estados Unidos quanto no Brasil, e exibe esses itens ao lado de suas recordações esportivas.

### Torcedor do Corinthians
Oliveira é torcedor declarado do Corinthians e, desde o final de 2021, atua como embaixador oficial do clube nas modalidades de luta.

### Tatuagens
Oliveira possui diversas tatuagens que carregam significados pessoais profundos. Sua primeira tatuagem foi a de um cavalo no braço direito, refletindo sua paixão por cavalos e sua conexão com a natureza. Em seu peito, ele tatuou os rostos de sua mãe, de seu pai e de sua filha Tayla, demonstrando a importância da família em sua vida.Oliveira também possui outras tatuagens de cavalos espalhadas pelo corpo, além de figuras de animais que representam força e coragem, como um gorila e um leão no braço. Nas costas, exibe uma impressionante tatuagem de um leão que cobre toda a extensão das costas, uma de suas marcas registradas no MMA. Logo acima dessa arte, no pescoço, tatuou o símbolo da Chute Boxe Diego Lima, equipe da qual faz parte, junto ao seu sobrenome "Oliveira".

### Ritual do cabelo
Desde março de 2020, Oliveira adotou o cabelo descolorido como uma marca registrada no octógono, visual que estreou na luta contra Kevin Lee no UFC Brasília. Desde então, manteve o estilo em todas as lutas, transformando-o em um ritual que reforça a identidade e união com sua equipe, especialmente com a Chute Boxe Diego Lima, onde vários companheiros também seguem a tradição. Segundo o próprio lutador, a mudança de visual teve impacto psicológico positivo e se consolidou como uma superstição associada ao sucesso dentro do UFC.

### A “Maldição do Canadá”
Antes do UFC 289, realizado em Vancouver, Canadá, havia entre fãs e analistas a percepção de uma “maldição canadense” envolvendo Oliveira. O lutador acumulou quatro derrotas em lutas realizadas no país, o que criou um estigma em torno de suas atuações em solo canadense. Esse histórico foi quebrado em 10 de junho de 2023, quando Oliveira venceu Beneil Dariush, encerrando o que ele e a mídia passaram a chamar de "maldição".

### Filantropia e projetos sociais
Oliveira dedica-se ativamente a causas sociais, especialmente voltadas ao apoio de jovens em situação de vulnerabilidade. Seu principal projeto é o Instituto Charles do Bronx (ICBronxs), fundado em 2012 em Vicente de Carvalho, Guarujá. O instituto oferece gratuitamente aulas de jiu-jitsu, educação básica, apoio nutricional e atividades culturais para crianças e adolescentes da comunidade. Desde sua criação, mais de 150 jovens passaram pelo programa, com muitos seguindo carreiras no esporte ou em outras áreas profissionais.
Fora do Brasil, Oliveira também contribui com comunidades carentes, realizando palestras e treinamentos de jiu-jitsu em parceria com outros atletas e programas de mentoria do UFC. Sua trajetória é um exemplo de como o esporte pode ser uma ferramenta poderosa para transformação social e inclusão.

### Cinebiografia
Em 2025 foi anunciado que a trajetória de Oliveira, será contada em um longa-metragem. A cinebiografia, ainda sem título oficial, será dirigida por Eduardo Ferro e produzida por sua produtora independente, a 405 Films. A informação foi inicialmente divulgada pelo portal norte-americano Variety. As filmagens estão previstas para ocorrer no Brasil e em Las Vegas, nos Estados Unidos. Até o momento, não foram definidos o elenco ou a data de estreia.

## Linhagem no jiu-jítsu brasileiro
Kanō Jigorō → Mitsuyo Maeda → Carlos Gracie → Hélio Gracie → Rickson Gracie → Marcelo Behring → Waldomiro Perez → Jorge Patino → Charles Oliveira.

## Campeonatos e realizações

### Jiu-jítsu brasileiro
Principais conquistas (faixas coloridas):
- Campeão Sul-Americano da CBJJE (2008 – faixa roxa)
- Campeão Mundial da CBJJE (2007 – faixa azul)[b])
- Campeão Paulista da FPJJ (2007 – faixa azul)
- Vice-campeão da Copa do Mundo da CBJJE (2008 – faixa roxa)

### Artes Marciais Mistas
- Ultimate Fighting Championship
  -  Campeão Peso-Leve do UFC (uma vez)
    - Uma defesa de título bem-sucedida vs. Dustin Poirier

  - Luta da Noite (quatro vezes) vs. Nik Lentz (x2), Frankie Edgar e Michael Chandler 2[63][32][46][145]
  - Performance da Noite (treze vezes) vs. Andy Ogle, Hatsu Hioki, Nik Lentz 2, Will Brooks, Clay Guida, Christos Giagos, Jim Miller 2, David Teymur, Jared Gordon, Kevin Lee, Michael Chandler 1, Dustin Poirier e Beneil Dariush[52][55][63][81][93][96][101][105][113][116][138]
    - Maior número de bônus de Performance da Noite na história do UFC (com 13)[171]

  - Finalização da Noite (três vezes)  vs. Darren Elkins, Efrain Escudero e Eric Wisely[26][29][39]
    - Maior número de bônus pós-luta na história do UFC (com 20)[172]
    - Empatado com (Jim Miller, Donald Cerrone & Justin Gaethje) como o segundo maior número de bônus pós-luta na história da divisão dos leves (com 14)[173]

  - Maior número de vitórias por interrupção na história do UFC (com 20)[174]
    - Segundo maior número de vitórias por interrupção na história da divisão dos leves do UFC (com 14)[175]
    - Empatado com (Chuck Liddell) pela terceira maior sequência de vitórias por interrupção na história do UFC (com 7)[176]
    - Empatado com (Wanderlei Silva & Donald Cerrone) pelo segundo maior número de interrupções na história da Zuffa, LLC (UFC, Pride, WEC, Strikeforce) (com 20) (atrás apenas de Mirko Cro Cop)[177][178]

  - Maior número de vitórias por finalização na história do UFC (com 16)[179]
    - Maior número de vitórias por finalização na história da divisão dos penas do UFC (com 6)[180]
    - Segundo maior número de vitórias por finalização na história da divisão dos leves do UFC (com 10)[181] (atrás de Jim Miller)
    - Segundo maior número de tentativas de finalização na história do UFC (com 46)[182]
      - Segundo maior número de tentativas de finalização na história da divisão dos leves (com 30)[183]

    - Empatado com (Brendan Allen) pela terceira maior sequência de finalizações consecutivas na história do UFC (com 4)[184]
    - Empatado com (Brendan Allen & Renato Moicano) pelo quarto maior número de finalizações por mata-leão na história do UFC (com 6)[185]
    - Maior número de finalizações por guilhotina na história do UFC (com 5)[186]
    - Maior número de finalizações por anaconda na história do UFC (com 3)[186]

  - Empatado com (Andrei Arlovski, Donald Cerrone, Max Holloway & Neil Magny) pelo segundo maior número de vitórias na história do UFC (com 23)[187]
    - Empatado com (Gleison Tibau) pelo quarto maior número de vitórias na história da divisão peso-leve do UFC (com 16)

  - Quarta maior sequência de vitórias na história da divisão dos leves do UFC (com 11)[188]
  - Empatado com (Jeremy Stephens & Neil Magny) pelo sexto maior número de lutas na história do UFC (com 35)[189]
  - Vencedor do Prêmio Comunitário Forrest Griffin de 2025[146]
  - UFC Honors Awards
    - 2020: Indicado a Performance do Ano – Escolha do Presidente vs. Kevin Lee[190]
    - 2021: Vencedor da Reviravolta do Ano – Escolha dos Fãs vs. Michael Chandler 1[191] & Indicado a Performance do Ano – Escolha do Presidente vs. Michael Chandler 1[192]

  - UFC.com Awards
    - 2010: 3º lugar em Revelação do Ano[193]
    - 2012:  3º lugar em Finalização do Ano vs. Eric Wisely[194]
    - 2014: Finalização do Ano vs. Hatsu Hioki[195]
    - 2018: 5º lugar em Finalização do Ano vs. Christos Giagos[196]
    - 2019: 9º lugar em Finalização do Ano vs. David Teymur[197]
    - 2020: 5º lugar em Finalização do Ano vs. Kevin Lee[198] & 9º lugar em Lutador do Ano[199]
    - 2021: 2º lugar em Lutador do Ano[200] & 10º lugar em Luta do Ano vs. Michael Chandler 1[201]
    - 2022: Prêmios do 1º Semestre: Melhor Lutador do 1º semestre[202] & 8º lugar em Finalização do Ano vs. Justin Gaethje[203]
    - 2023: 5º lugar em Nocaute do Ano vs. Beneil Dariush[204]
- Predator FC
  - Campeão do Grand Prix dos Meios-Médios
- Cageside Press
  - 2021: Reviravolta do Ano (empatado com Sergio Pettis) vs. Michael Chandler[205]
- Daily Mirror
  - 2021: Lutador do Ano[206]
- MMAJunkie.com
  - Fevereiro de 2014: Finalização do Mês vs. Andy Ogle[207]
  - Maio de 2015: Finalização do Mês vs. Nik Lentz[208]
  - Março de 2020: Finalização do Mês vs. Kevin Lee[209]
  - Maio de 2021: Luta do Mês vs. Michael Chandler[210]
  - Maio de 2022: Finalização do Mês vs. Justin Gaethje[211]
- MMAMania.com
  - 2014: Finalização do Ano vs. Hatsu Hioki[212]
- Sherdog.com
  - 2014: Finalização do Ano vs. Hatsu Hioki[213]
  - 2021: Lutador do Ano[214]
- World MMA Awards
  - 2021: Retorno do Ano vs. Michael Chandler no UFC 262[215]
  - 2022: Finalização do Ano vs. Dustin Poirier no UFC 269[216]
- ESPY Awards
  - 2022: Lutador do Ano[217]
- ESPN
  - 2022: Finalização do Ano vs. Justin Gaethje[218]

## Cartel no MMA
| Cartel no MMA   |             |             |
| 47 lutas        | 35 vitórias | 11 derrotas |
| Por nocaute     | 10          | 5           |
| Por finalização | 21          | 4           |
| Por decisão     | 4           | 2           |
| No contest      | 1           | 1           |

| Res.    | Cartel    | Oponente          | Método                                 | Evento                                  | Data       | Round | Tempo | Local                         | Notas |
| ------- | --------- | ----------------- | -------------------------------------- | --------------------------------------- | ---------- | ----- | ----- | ----------------------------- | --- |
|         |           | Rafael Fiziev     |                                        | UFC Fight Night: Oliveira vs. Fiziev    | 11/10/2025 |       |       | Rio de Janeiro                | |
| Derrota | 35–11 (1) | Ilia Topuria      | Nocaute (socos)                        | UFC 317: Topuria vs. Oliveira           | 28/07/2025 | 1     | 2:27  | Las Vegas, Nevada             | Pelo Cinturão Peso-Leve do UFC vago. |
| Vitória | 35–10 (1) | Michael Chandler  | Decisão (unânime)                      | UFC 309: Jones vs. Miocic               | 16/11/2024 | 5     | 5:00  | Nova Iorque                   | Luta da Noite. |
| Derrota | 34–10 (1) | Arman Tsarukyan   | Decisão (dividida)                     | UFC 300: Pereira vs. Hill               | 13/04/2024 | 3     | 5:00  | Las Vegas, Nevada             | |
| Vitória | 34–9 (1)  | Beneil Dariush    | Nocaute Técnico (socos)                | UFC 289: Nunes vs. Aldana               | 10/06/2023 | 1     | 4:10  | Vancouver, Colúmbia Britânica | Performance da Noite. Igualou o recorde de brasileiro com mais vitórias no UFC (22). Quebrou o recorde de número de bônus no UFC (19)                                              |
| Derrota | 33–9 (1)  | Islam Makhachev   | Finalização (Katagatame)               | UFC 280: Oliveira vs. Makhachev         | 22/10/2022 | 2     | 3:16  | Abu Dhabi                     | Pelo Cinturão Peso Leve Vago do UFC. |
| Vitória | 33–8 (1)  | Justin Gaethje    | Finalização (mata-leão)                | UFC 274: Oliveira vs. Gaethje           | 07/05/2022 | 1     | 3:22  | Phoenix, Arizona              | Charles não bateu o peso e foi destituído como campeão. Luta válida pelo Cinturão Peso Leve do UFC só para Gaethje. Bateu o recorde de finalizações nos Leves (10).                |
| Vitória | 32–8 (1)  | Dustin Poirier    | Finalização (mata-leão em pé)          | UFC 269: Oliveira vs. Poirier           | 11/12/2021 | 3     | 1:02  | Las Vegas, Nevada             | Defendeu o Cinturão Peso Leve do UFC. Igualou o recorde de finalizações nos Leves (9). Igualou o recorde de bónus recebidos no UFC (18). Performance da Noite.                     |
| Vitória | 31–8 (1)  | Michael Chandler  | Nocaute Técnico (socos)                | UFC 262: Oliveira vs. Chandler          | 15/05/2021 | 2     | 0:19  | Houston, Texas                | Ganhou o Cinturão Peso Leve Vago do UFC. Quebrou o recorde de maior número de vitórias por finalização ou nocaute do UFC (17). Performance da Noite.                               |
| Vitória | 30–8 (1)  | Tony Ferguson     | Decisão (unânime)                      | UFC 256: Figueiredo vs. Moreno          | 12/12/2020 | 3     | 5:00  | Las Vegas, Nevada             | |
| Vitória | 29–8 (1)  | Kevin Lee         | Finalização (guilhotina)               | UFC Fight Night: Lee vs. Oliveira       | 14/03/2020 | 3     | 0:28  | Brasília                      | Performance da Noite. |
| Vitória | 28–8 (1)  | Jared Gordon      | Nocaute (socos)                        | UFC Fight Night: Błachowicz vs. Jacaré  | 16/11/2019 | 1     | 1:26  | São Paulo                     | Performance da Noite. |
| Vitória | 27–8 (1)  | Nik Lentz         | Nocaute Técnico (socos)                | UFC Fight Night: dos Anjos vs. Lee      | 18/05/2019 | 2     | 2:11  | Rochester, Nova Iorque        | |
| Vitória | 26–8 (1)  | David Teymur      | Finalização (estrangulamento anaconda) | UFC Fight Night: Assunção vs. Moraes II | 02/02/2019 | 2     | 0:55  | Fortaleza                     | Performance da Noite. |
| Vitória | 25–8 (1)  | Jim Miller        | Finalização (mata-leão)                | UFC on Fox: Lee vs. Iaquinta II         | 15/12/2018 | 1     | 1:15  | Milwaukee, Wisconsin          | Performance da Noite. |
| Vitória | 24–8 (1)  | Christos Giagos   | Finalização (mata-leão)                | UFC Fight Night: Santos vs. Anders      | 22/09/2018 | 2     | 3:22  | São Paulo                     | Quebrou o recorde de mais finalizações na história do UFC (11); Performance da Noite.                                                                                              |
| Vitória | 23–8 (1)  | Clay Guida        | Finalização (guilhotina)               | UFC 225: Whittaker vs. Romero II        | 09/06/2018 | 1     | 2:18  | Chicago, Illinois             | Performance da Noite. |
| Derrota | 22–8 (1)  | Paul Felder       | Nocaute Técnico (cotoveladas)          | UFC 218: Holloway vs. Aldo II           | 02/12/2017 | 2     | 4:06  | Detroit, Michigan             | |
| Vitória | 22–7 (1)  | Will Brooks       | Finalização (mata-leão em pé)          | UFC 210: Cormier vs. Johnson II         | 08/04/2017 | 1     | 2:30  | Buffalo, Nova York            | Retorno aos Leves; Performance da Noite. |
| Derrota | 21–7 (1)  | Ricardo Lamas     | Finalização (guilhotina)               | The Ultimate Fighter: América Latina 3  | 05/11/2016 | 2     | 2:13  | Cidade do México              | Luta em Peso Casado (155 lbs); Charles não bateu o peso. |
| Derrota | 21–6 (1)  | Anthony Pettis    | Finalização (guilhotina)               | UFC on Fox: Maia vs. Condit             | 27/08/2016 | 3     | 1:49  | Vancouver, Colúmbia Britânica | |
| Vitória | 21–5 (1)  | Myles Jury        | Finalização (guilhotina em pé)         | UFC on Fox: dos Anjos vs. Cerrone II    | 19/12/2015 | 1     | 3:05  | Orlando, Flórida              | Oliveira não bateu o peso; luta Peso Casado (68 kg). |
| Derrota | 20–5 (1)  | Max Holloway      | Nocaute Técnico (lesão)                | UFC Fight Night: Holloway vs. Oliveira  | 23/08/2015 | 1     | 1:39  | Saskatoon, Saskatchewan       | |
| Vitória | 20–4 (1)  | Nik Lentz         | Finalização (guilhotina)               | UFC Fight Night: Condit vs. Alves       | 30/05/2015 | 3     | 1:10  | Goiânia                       | Luta e Performance da Noite. |
| Vitória | 19–4 (1)  | Jeremy Stephens   | Decisão (unânime)                      | TUF 20 Finale                           | 12/12/2014 | 3     | 5:00  | Las Vegas, Nevada             | Oliveira não bateu o peso; Luta no Peso Casado (66 kg). |
| Vitória | 18–4 (1)  | Hatsu Hioki       | Finalização (triângulo de mão)         | UFC Fight Night: Te-Huna vs. Marquardt  | 28/06/2014 | 2     | 4:32  | Auckland                      | Performance da Noite. |
| Vitória | 17–4 (1)  | Andy Ogle         | Finalização (triângulo)                | UFC Fight Night: Machida vs. Mousasi    | 15/02/2014 | 3     | 2:40  | Jaraguá do Sul                | Performance da Noite. |
| Derrota | 16–4 (1)  | Frankie Edgar     | Decisão (unânime)                      | UFC 162: Silva vs. Weidman              | 06/07/2013 | 3     | 5:00  | Las Vegas, Nevada             | Luta da Noite. |
| Derrota | 16–3 (1)  | Cub Swanson       | Nocaute (soco)                         | UFC 152: Jones vs. Belfort              | 22/09/2012 | 1     | 2:40  | Toronto, Ontário              | Luta em Peso Casado; Oliveira não bateu o peso. |
| Vitória | 16–2 (1)  | Jonathan Brookins | Finalização (estrangulamento anaconda) | The Ultimate Fighter: Live Finale       | 01/06/2012 | 2     | 2:42  | Las Vegas, Nevada             | |
| Vitória | 15–2 (1)  | Eric Wisely       | Finalização (chave de panturrilha)     | UFC on Fox: Evans vs. Davis             | 28/01/2012 | 1     | 1:43  | Chicago, Illinois             | Estreia nos Penas; Finalização da Noite. |
| Derrota | 14–2 (1)  | Donald Cerrone    | Nocaute Técnico (socos)                | UFC Live: Hardy vs. Lytle               | 14/08/2011 | 1     | 3:01  | Milwaukee, Wisconsin          | |
| NC      | 14–1 (1)  | Nik Lentz         | Sem Resultado (joelhada ilegal)        | UFC Live: Kongo vs. Barry               | 26/06/2011 | 2     | 1:48  | Pittsburgh, Pensilvânia       | Originalmente vitória por finalização (mata-leão) para Charles Oliveira; Resultado alterado por conta de uma joelhada ilegal, o árbitro não viu e seguiu com a luta. Luta da Noite |
| Derrota | 14–1      | Jim Miller        | Finalização (chave de joelho)          | UFC 124: St-Pierre vs. Koscheck 2       | 11/12/2010 | 1     | 1:59  | Montreal, Quebec              | |
| Vitória | 14–0      | Efrain Escudero   | Finalização (mata-leão em pé)          | UFC Fight Night: Marquardt vs. Palhares | 15/09/2010 | 3     | 2:25  | Austin, Texas                 | Escudero não bateu o peso; Finalização da Noite. |
| Vitória | 13–0      | Darren Elkins     | Finalização (chave de braço)           | UFC Live: Jones vs. Matyushenko         | 01/08/2010 | 1     | 0:41  | San Diego, Califórnia         | Estreia no UFC; Finalização da Noite. |
| Vitória | 12–0      | Diego Bataglia    | Nocaute (slam)                         | Warriors Challenge 5                    | 14/02/2010 | 1     | N/A   | Porto Belo                    | |
| Vitória | 11–0      | Rosenildo Rocha   | Finalização (mata-leão)                | Warriors Challenge 5                    | 14/02/2010 | 1     | 1:21  | Porto Belo                    | |
| Vitória | 10–0      | Eduardo Pachu     | Decisão (dividida)                     | Eagle Fighting Championships            | 26/09/2009 | 3     | 5:00  | Guarulhos                     | |
| Vitória | 9–0       | Alexandre Bezerra | Finalização (estrangulamento anaconda) | First Class Fight 3                     | 18/09/2009 | 2     | 1:11  | São Paulo                     | |
| Vitória | 8–0       | Dom Stanco        | Finalização (mata-leão)                | Ring of Combat 24                       | 17/04/2009 | 1     | 3:33  | Atlantic City, Nova Jersey    | |
| Vitória | 7–0       | Carlos Soares     | Finalização (triângulo de mão)         | JF12 - Warriors                         | 21/03/2009 | 1     | 2:48  | Rio de Janeiro                | |
| Vitória | 6–0       | Eliene Silva      | Nocaute Técnico (joelhadas e socos)    | Korea Fight 1                           | 29/12/2008 | 2     | N/A   | Santos                        | |
| Vitória | 5–0       | Daniel Fernandes  | Nocaute                                | Korea Fight 1                           | 29/12/2008 | N/A   | N/A   | Santos                        | |
| Vitória | 4–0       | Mehdi Bagda       | Nocaute Técnico (socos)                | Kawai Arena 1                           | 13/12/2008 | 1     | 1:01  | São José dos Campos           | |
| Vitória | 3–0       | Diego Braga       | Nocaute Técnico (socos)                | Predador FC 9 - Welterweight Grand Prix | 15/03/2008 | 1     | 2:30  | São Paulo                     | |
| Vitória | 2–0       | Viscardi Andrade  | Nocaute Técnico (socos)                | Predador FC 9 - Welterweight Grand Prix | 15/03/2008 | 2     | 2:47  | São Paulo                     | |
| Vitória | 1–0       | Jackson Pontes    | Finalização (mata-leão)                | Predador FC 9 - Welterweight Grand Prix | 15/03/2008 | 1     | 2:11  | São Paulo                     | |

## Lutas em pay-per-view
| N. | Evento                          | Data                   | Local            | Cidade                     | Vendas de PPV |
| -- | ------------------------------- | ---------------------- | ---------------- | -------------------------- | ------------- |
| 1. | UFC 262: Oliveira vs. Chandler  | 15 de maio de 2021     | Toyota Center    | Houston, Texas             | 300.000       |
| 2. | UFC 269: Oliveira vs. Poirier   | 11 de dezembro de 2021 | T-Mobile Arena   | Las Vegas, Nevada          | 500.000       |
| 3. | UFC 274: Oliveira vs. Gaethje   | 7 de maio de 2022      | Footprint Center | Phoenix (Arizona), Arizona | 400.000       |
| 4. | UFC 280: Oliveira vs. Makhachev | 22 de outubro de 2022  | Etihad Arena     | Abu Dhabi                  | 650.000       |
| 5. | UFC 317: Topuria vs. Oliveira   | 28 de junho de 2025    | T-Mobile Arena   | Las Vegas, Nevada          | Não Divulgado |